# Edith Philips
Edith Philips (Boston, 3 de noviembre de 1892-  Chester, 19 de julio de 1983) fue una escritora y académica de literatura francesa estadounidense en Goucher College y Swarthmore College y miembro de Guggenheim Fellow (1928).

## Biografía
Su madre, Mary Durham, era maestra de escuela y su padre, Jesse E. Philips, instructor de matemáticas.
Philips se licenció en artes en el Goucher College en 1913 y se doctoró en filosofía en la Sorbonna en 1923. Fue galardonada con la Beca Guggenheim en 1928.

## Obra
- Les réfugiés bonapartistes en Amérique (1815-1830), disertación, 1923
- Louis Hue Girardin and Nicholas Gouin Dufief and their relations with Thomas Jefferson: an unknown episode of the French emigration in America,  Johns Hopkins University Press, 1926
- Poésies Francaises 1860–1925, New York: F.S. Crofts and Company, 1926
- The Good Quaker in French Legend, Philadelphia: University of Pennsylvania Press, 1932
- Paris and the Arts, 1851-1896. New York: Cornell University Press, 1971